# Ramila
Ramila là một chi bướm đêm thuộc họ Crambidae.

## Các loài
- Ramila acciusalis (Walker, 1859)
- Ramila angustifimbrialis (Warren in Swinhoe, 1890)
- Ramila marginella Moore, [1868]
- Ramila minima Chen & Wu, 2014
- Ramila ruficostalis Hampson, 1893
- Ramila thectopetina (West, 1931)